# فرانکو ترینکاولی
فرانکو ترینکاولی (به انگلیسی: Franco Trincavelli) (زادهٔ ۷ ژوئن ۱۹۳۵) شناگر اهل ایتالیا است.